# بيتر ألتماير
بيتر ألتماير (بالألمانية: Peter Altmaier) (مواليد 18 حزيران 1958) سياسي ألماني يشغل منصب الوزير الاتحادي للشؤون الاقتصادية والطاقة منذ 14 آذار 2018. شغل سابقاً منصب
رئيس المستشارية والوزير الاتحادي للشؤون الخاصة منذ كانون الاول عام 2013. كما شغل أيضاً منصب الوزير الاتحادي للبيئة، حماية الطبيعة والسلامة النووية من أيار 2012 إلى كانون الأول 2013. ويعد ألتماير على نطاق واسع واحدًا من مستشاري انغيلا ميركل الأكثر ثقة  كما يحترم لتميزه «بأسلوب المساومة.»

## روابط خارجية
- بيتر ألتماير على موقع مونزينجر (الألمانية)
- بيتر ألتماير على موقع ديسكوغز (الإنجليزية)

- الموقع الرسمي (بالألمانية)

- السيرة الذاتية من قبل البوندستاغ الألماني (بالألمانية)